# Anna Muzyka-Walawender
Anna Muzyka-Walawender, född 31 januari 1953 i Siedliszcze nad Wieprzem i Polen, död 11 maj 2019 i Gniezno i Polen, var en polsk poet.

## Biografi
Född i Lubelszczyzna, sedan 1979 knuten till Wielkopolska. Utbildad till pedagog och bibliotekarie, studerade på Adam Mickiewicz-universitetet i Poznań.

### Diktsamlingar
- Nie kocham miłości (1996)
- Bibeloty (2008)[1]
- Tańczę... (2010)[2]
- Kwiaciarnia (2011)[3]
- Cienie (2017)[4]

samt novellsamling Sukienka i... (2006).

## Utmärkelser
Vinnare av många litteraturtävlingar. Hennes verk har även publicerats i flera antologier och diktsamlingar. Signerade "a.m.w.".